# Руско-турски протокол (1909)
Руско-турският протокол от 3 март 1909 е предварително споразумение за уреждане на финансовите и политическите отношения между Русия, Османската империя и България след провъзгласяването на българската независимост. Подписан е от външните министри на двете страни – Александър Изволски и Рифат паша, на 3 март в Петербург. С протокола руската страна склонява османската да признае новия правен статут на България, като обещава да отпише част (около 15%) от контрибуциите, които Високата порта ѝ дължи съгласно Цариградския договор от 1879 година. Отстъпката от 125 милиона франка включва компенсация за румелийския дълг (40 милиона), за собствеността и правото на експлоатация на Източните железници в Южна България (40 милиона), за жп линията Белово – Вакарел (2 милиона) и за останалото имущество в България, за което турската държава претендира (43 милиона франка). Договореностите в протокола са утвърдени с българо-турски и българо-руски протокол, подписани месец по-късно.